# Stora Mellsjön, Halland
Stora Mellsjön är en sjö i Falkenbergs kommun i Halland och ingår i Ätrans huvudavrinningsområde. Sjön har en area på 0,0913 kvadratkilometer och ligger 114 meter över havet. Sjön avvattnas av vattendraget Lillån.

## Delavrinningsområde
Stora Mellsjön ingår i det delavrinningsområde (634134-130702) som SMHI kallar för Utloppet av Svarten. Medelhöjden är 125 meter över havet och ytan är 16,08 kvadratkilometer. Det finns inga avrinningsområden uppströms utan avrinningsområdet är högsta punkten. Lillån som avvattnar avrinningsområdet har biflödesordning 3, vilket innebär att vattnet flödar genom totalt 3 vattendrag innan det når havet efter 43 kilometer. Avrinningsområdet består mestadels av skog (79 %). Avrinningsområdet har 1,54 kvadratkilometer vattenytor vilket ger det en sjöprocent på 9,6 %.